# Dicranomyia cinerella
Dicranomyia cinerella är en tvåvingeart som beskrevs av Alexander 1923. Dicranomyia cinerella ingår i släktet Dicranomyia och familjen småharkrankar. Inga underarter finns listade i Catalogue of Life.